# ウーマンズハート
ウーマンズハート（Woman's Heart）は、日本の競走馬。主な勝ち鞍は2019年の新潟2歳ステークス。

## 戦績

### デビュー前
2017年2月8日、北海道日高町のダーレー・ジャパン・ファームで誕生。牧場時代はやんちゃで気が強い性格で、放牧地を走り回っても怪我や病気とは無縁だった。

### 2歳（2019年）
栗東・西浦勝一厩舎に入厩。2019年8月3日、新潟競馬場芝1600メートルの新馬戦で津村明秀を背にデビューし、2着に3馬身半差をつける圧勝劇でデビュー勝ちを収める。上がり3ハロン32秒0は2歳新馬戦での歴代最速タイの記録である。2戦目で新潟2歳ステークスに出走し、藤岡康太の騎乗で単勝2.1倍の1番人気に支持され、馬群中団からレースを進めたのち最後の直線で外に持ち出し、2着ペールエールを2分の1馬身差差し切ってデビュー2連勝での重賞制覇を果たした。父ハーツクライは、この勝利で産駒のJRA全10場重賞勝ちを記録。また、2着ペールエールに騎乗していたミルコ・デムーロは、レース後開口一番に「（勝ち馬が）強すぎるよ」と苦笑いするしかなかった。その後、休養を挟んで12月8日の阪神ジュベナイルフィリーズに2番人気で出走したが、レシステンシアの4着に敗退した。

### 3歳（2020年）
3歳初戦となった3月7日のチューリップ賞はマルターズディオサの6着に終わる。牝馬クラシック第一弾の桜花賞は16着、優駿牝馬も12着と大敗を喫した。秋に入り、秋華賞トライアルのローズステークスに出走するが最下位18着。距離を短縮して挑んだ信越ステークスでも14着と二桁着順が続いた。10月22日付けでJRA競走馬登録を抹消し現役を引退した。引退後はダーレー・ジャパン・ファームで繁殖牝馬となる。

## 競走成績
以下の内容は、netkeiba.comの情報、に基づく。
| 競走日     | 競馬場 | 競走名         | 格   | 距離（馬場）  | 頭 数 | 枠 番 | 馬 番 | オッズ （人気） | 着順 | タイム （上り3F） | 着差 | 騎手          | 斤量 [kg] | 1着馬（2着馬）         | 馬体重 [kg] |
| ---------- | ------ | -------------- | ---- | ------------- | ----- | ----- | ----- | --------------- | ---- | ----------------- | ---- | ------------- | --------- | ---------------------- | ----------- |
| 2019.08.03 | 新潟   | 2歳新馬        |      | 芝1600m（良） | 16    | 6     | 12    | 005.60（3人）   | 01着 | R1:35.4（32.0）   | -0.6 | 0津村明秀     | 54        | （マルターズディオサ） | 456         |
| 0000.08.25 | 新潟   | 新潟2歳S       | GIII | 芝1600m（良） | 16    | 3     | 6     | 002.10（1人）   | 01着 | R1:35.0（32.8）   | -0.1 | 0藤岡康太     | 54        | （ペールエール）       | 456         |
| 0000.12.08 | 阪神   | 阪神JF         | GI   | 芝1600m（良） | 16    | 2     | 3     | 004.50（2人）   | 04着 | R1:33.9（36.2）   | -1.2 | 0W.ビュイック | 54        | レシステンシア         | 470         |
| 2020.03.07 | 阪神   | チューリップ賞 | GII  | 芝1600m（良） | 14    | 5     | 7     | 008.40（3人）   | 06着 | R1:33.7（33.8）   | -0.4 | 0藤岡康太     | 54        | マルターズディオサ     | 460         |
| 0000.04.12 | 阪神   | 桜花賞         | GI   | 芝1600m（重） | 18    | 3     | 6     | 042.1（10人）   | 16着 | R1:38.2（39.4）   | -2.1 | 0藤岡康太     | 55        | デアリングタクト       | 460         |
| 0000.05.24 | 東京   | 優駿牝馬       | GI   | 芝2400m（良） | 18    | 7     | 13    | 132.9（15人）   | 12着 | R2:25.2（34.2）   | -0.8 | 0藤岡康太     | 55        | デアリングタクト       | 456         |
| 0000.09.20 | 中京   | ローズS        | GII  | 芝2000m（良） | 18    | 4     | 7     | 023.30（8人）   | 18着 | R2:04.0（38.2）   | -4.1 | 0藤岡康太     | 54        | リアアメリア           | 464         |
| 0000.10.18 | 新潟   | 信越S          | L    | 芝1400m（良） | 16    | 2     | 4     | 015.50（7人）   | 14着 | R1:22.1（35.5）   | -1.2 | 0丹内祐次     | 52        | ジャンダルム           | 460         |

## 繁殖成績
|       | 馬名                   | 生年   | 性 | 毛色 | 父             | 馬主         | 厩舎           | 戦績           |
| ----- | ---------------------- | ------ | -- | ---- | -------------- | ------------ | -------------- | -------------- |
| 初仔  | チェンジオブハート     | 2022年 | 牡 | 鹿毛 | ハービンジャー | ゴドルフィン | 美浦・田中博康 | 6戦0勝（現役） |
| 2番仔 | ウーマンズハートの2023 | 2023年 | 牝 | 鹿毛 | ロードカナロア |              |                | （デビュー前） |
| 3番仔 | ウーマンズハートの2024 | 2024年 | 牡 | 鹿毛 | エピファネイア |              |                |                |

- 2025年4月11日現在

## 血統表
| ウーマンズハートの血統          | ウーマンズハートの血統                               | ウーマンズハートの血統       | （血統表の出典）             | （血統表の出典） |
| 父系                            | ヘイロー系                                           | ヘイロー系                   | ヘイロー系                   | [ § 2 ]          |
| 父 ハーツクライ 2001 鹿毛       | 父の父*サンデーサイレンス Sunday Silence 1986 青鹿毛 | Halo                         | Hail to Reason               | Hail to Reason   |
| 父 ハーツクライ 2001 鹿毛       | 父の父*サンデーサイレンス Sunday Silence 1986 青鹿毛 | Halo                         | Cosmah                       |                  |
| 父 ハーツクライ 2001 鹿毛       | 父の父*サンデーサイレンス Sunday Silence 1986 青鹿毛 | Wishing Well                 | Understanding                | Understanding    |
| 父 ハーツクライ 2001 鹿毛       | 父の父*サンデーサイレンス Sunday Silence 1986 青鹿毛 | Wishing Well                 | Mountain Flower              |                  |
| 父 ハーツクライ 2001 鹿毛       | 父の母アイリッシュダンス 1990 鹿毛                   | *トニービン                  | *カンパラ                    | *カンパラ        |
| 父 ハーツクライ 2001 鹿毛       | 父の母アイリッシュダンス 1990 鹿毛                   | *トニービン                  | Severn Bridge                |                  |
| 父 ハーツクライ 2001 鹿毛       | 父の母アイリッシュダンス 1990 鹿毛                   | *ビューパーダンス            | Lyphard                      | Lyphard          |
| 父 ハーツクライ 2001 鹿毛       | 父の母アイリッシュダンス 1990 鹿毛                   | *ビューパーダンス            | My Bupers                    |                  |
| 母 レディオブパーシャ 2008 栗毛 | 母の父Shamardal 2002 鹿毛                            | Giant's Causeway             | Storm Cat                    | Storm Cat        |
| 母 レディオブパーシャ 2008 栗毛 | 母の父Shamardal 2002 鹿毛                            | Giant's Causeway             | Mariah's Storm               |                  |
| 母 レディオブパーシャ 2008 栗毛 | 母の父Shamardal 2002 鹿毛                            | Helsinki                     | Machiavellian                | Machiavellian    |
| 母 レディオブパーシャ 2008 栗毛 | 母の父Shamardal 2002 鹿毛                            | Helsinki                     | Helen Street                 |                  |
| 母 レディオブパーシャ 2008 栗毛 | 母の母*ビールジャント Birjand 1999 鹿毛              | Green Desert                 | Danzig                       | Danzig           |
| 母 レディオブパーシャ 2008 栗毛 | 母の母*ビールジャント Birjand 1999 鹿毛              | Green Desert                 | Foreign Courier              |                  |
| 母 レディオブパーシャ 2008 栗毛 | 母の母*ビールジャント Birjand 1999 鹿毛              | Belle Genius                 | Beau Genius                  | Beau Genius      |
| 母 レディオブパーシャ 2008 栗毛 | 母の母*ビールジャント Birjand 1999 鹿毛              | Belle Genius                 | Time and Tide                |                  |
| 母系(F-No.)                     | ビールジャント(GB)系(FN:6-a)                         | ビールジャント(GB)系(FN:6-a) | ビールジャント(GB)系(FN:6-a) | [ § 3 ]          |
| 5代内の近親交配                 | Northern Dancer 5×5＝6.25%                           | Northern Dancer 5×5＝6.25%   | Northern Dancer 5×5＝6.25%   | [ § 4 ]          |
| 出典                            | 1. 2. 3. 4.                                          | 1. 2. 3. 4.                  | 1. 2. 3. 4.                  | 1. 2. 3. 4.      |

- 母レディオブパーシャは中央で2勝[13]。近親に香港スプリントなどを制したラッキーナイン、重賞2着3回のサドンストーム、函館スプリントステークス勝ち馬のティーハーフがいる[13]。